# Peste bubônica
Peste bubónica (português europeu) ou peste bubônica (português brasileiro) é um dos três tipos de peste causada pela bactéria Yersinia pestis. Entre 1 a 7 dias após a exposição à bactéria começam-se a manifestar sintomas semelhantes aos da gripe, incluindo febre, dores de cabeça, e vómitos. Os gânglios linfáticos mais próximos do local onde a bactéria penetrou na pele podem encontrar-se inchados e dolorosos. Em alguns casos os gânglios inflamados podem abrir-se.
Os três tipos de peste são classificados em função da via de infeção: peste bubónica, peste septicémica e peste pneumónica. A peste bubónica é transmitida principalmente por pulgas entre animais de pequeno porte. Pode também ser o resultado da exposição aos fluidos corporais de um animal infetado com a peste. Na forma bubónica da peste, as bactérias penetram na pele pela mordedura da pulga e deslocam-se pelos vasos linfáticos até um gânglio linfático, fazendo com que inflame. O diagnóstico é confirmado com a deteção da bactéria no sangue, no escarro ou no líquido dos gânglios linfáticos.
A prevenção consiste em medidas de saúde pública, como não manusear carcaças de animais em regiões onde a peste é comum. As vacinas não têm demonstrado utilidade na prevenção da doença. Estão disponíveis vários antibióticos eficazes para o tratamento de peste bubónica, como a estreptomicina, gentamicina e doxiciclina. Sem tratamento, a doença causa a morte de 30% a 90% das pessoas infetadas. Nos casos em que ocorre, a morte geralmente dá-se no prazo de dez dias. Com tratamento adequado o risco de morte é de 10%. Em todo o mundo estão documentados cerca de 650 casos por ano, que resultaram em cerca de 120 mortes. No século XXI, a doença é mais comum em África.
A primeira grande pandemia de peste bubónica foi a Praga de Justiniano, que se estima ter morto 25 a 50 milhões de pessoas no século VI. Acredita-se que a peste bubónica tenha sido a causa da Peste Negra que assolou a Europa, Ásia e África no século XIV. Estima-se que a Peste Negra tenha resultado na morte de cerca de 50 milhões de pessoas, entre as quais um número correspondente a 25–60% da população europeia na época. Uma vez que a peste matou grande parte da força de trabalho, a procura de mão de obra fez subir os salários. Alguns historiadores consideram este evento um momento de viragem no desenvolvimento económico europeu. A terceira e última grande pandemia de peste surgiu no século XIX e matou mais de 12 milhões de pessoas na Índia e China. O termo "bubónica" deriva da palavra grega βουβών, que significa "virilha". O termo "bubão" é usado para se referir aos gânglios linfáticos inchados.

## Sinais e sintomas
Após a picada, os sintomas podem ser variados e normalmente aparecem após um período de incubação de 1-7 dias. Inicialmente surgem lesões cutâneas junto à zona onde ocorreu a picada da pulga, acompanhados por dor acentuada e constante. Nos estádios seguintes, em 2 ou menos dias, ocorre uma infeção nos gânglios linfáticos para onde a bactéria é drenada. Os gânglios ficam inflamados, tensos e dolorosos e são chamados de “bubões”. Esses abcessos aparecem sobretudo nas axilas, virilhas e região cervical.  
As pessoas infetadas desenvolvem sinais e sintomas como febre elevada, dor de cabeça, calafrios, dores generalizadas no corpo e fraqueza, vómitos, náuseas e, nalguns casos, delírio, confusão mental ou descoordenação motora.  
Nos estádios avançados da infeção, os gânglios linfáticos inflamados podem transformar-se em feridas abertas e supurativas e a dor na zona deixa de ser acentuada. Contudo o perigo de contração de uma nova infeção nesta fase é muito elevado. Se as bactérias atingirem a corrente sanguínea, qualquer órgão pode ser afetado. A forma mais grave da doença é a peste pulmonar, que é quase sempre fatal.

## Causas
A peste bubónica, tal como as outras formas de peste, é causada pela bactéria Yersinia pestis, uma bactéria zoonótica que afeta roedores e as suas pulgas (Xenopsylla cheopis). Esta bactéria transmite-se de roedor para roedor e destes passa para os seres humanos através das picadas das pulgas infetadas. A infeção pode também resultar da exposição aos fluidos corporais de um animal infetado com a peste. No caso da forma bubónica, a transmissão de humanos para humanos é rara.
Na forma bubónica da peste, as bactérias penetram na pele pela picada da pulga e são transportadas pelos vasos linfáticos até um gânglio linfático, onde se multiplicam, fazendo com que inflame.

## Diagnóstico
O diagnóstico de peste pode ser confirmado com a deteção da bactéria em amostras de sangue, de muco das vias respiratórias ou no líquido dos gânglios linfáticos inflamados (bubões). Nos casos suspeitos de peste bubónica, é recolhida uma amostra de líquido dos bubões por aspiração com uma agulha. Nos casos suspeitos de peste pneumónica, é aspirado muco das vias respiratórias com um tubo fino e flexível inserido pelo nariz ou boca. Geralmente a bactéria só está presente no sangue nos casos de peste septicémica.
As amostras podem ser testadas com testes imunológicos, bacteriológicos ou sorológicos. Os testes imunológicos recorrem a ensaios imunocromatográficos e moleculares identificam o antígeno F1 da Yersinia Pestis através de PCR em tempo real. Os testes bacteriológicos permitem o isolamento e identificação do microrganismo causador da peste e técnicas de deteção do antígeno F1.
A peste bubónica assemelha-se clinicamente a outras doenças podendo ser confundida como, por exemplo, infeções sexualmente transmissíveis, toxoplasmose, histoplasmose aguda, neoplasia, hérnia, rickettsioses ou febre tifoide

### Paleopatológico
A peste não deixa marcas visíveis nos ossos, contudo existem algumas formas para detetar a doença em vestígios ósseos arqueológicos.  
O contexto funerário é uma delas, a peste provocou grandes epidemias em todo o mundo e a forma mais recorrente e mais fácil de enterrar as inúmeras vítimas era através de enterramentos em valas comuns. Os estudos demográficos também podem fornecer informação relativamente a este assunto, visto que determinados grupos etários podem ser mais afetados.    
O método mais eficaz de detetar a presença de peste é o molecular, utilizado para identificar a Yersinia pestis com recurso a amostras de restos osteológicos antigos Um destes métodos, o teste de diagnóstico rápido (TDR), foi desenvolvido e testado em 2003. Bianucci et al. (2008) realizou uma investigação aplicando este método em amostras ósseas de locais de enterramento de indivíduos com peste, utilizando osso esponjoso e/ou dentes erupcionados. Os resultados foram positivos e concluíram que de facto este e outros métodos genéticos são eficazes e uma mais-valia para estudos paleopatológicos em que informações arqueológicas e históricas estão incompletas ou ausentes e quando as doenças infeciosas do passado não afetam o esqueleto.

## Prevenção
A prevenção consiste em medidas de saúde pública, como não manusear carcaças de animais em regiões onde a peste é comum. As vacinas não têm demonstrado utilidade na prevenção da doença.

## Tratamento
O tratamento da peste consiste na administração de antibióticos específicos. Os antibióticos de eleição tanto para adultos como para crianças são os aminoglicosídeos como a estreptomicina ou gentamicina. Em surtos onde há um grande número de pessoas infetadas ou em risco, a administração oral dos antibióticos é a mais utilizada e dá-se preferência à doxiciclina.

## Epidemiologia

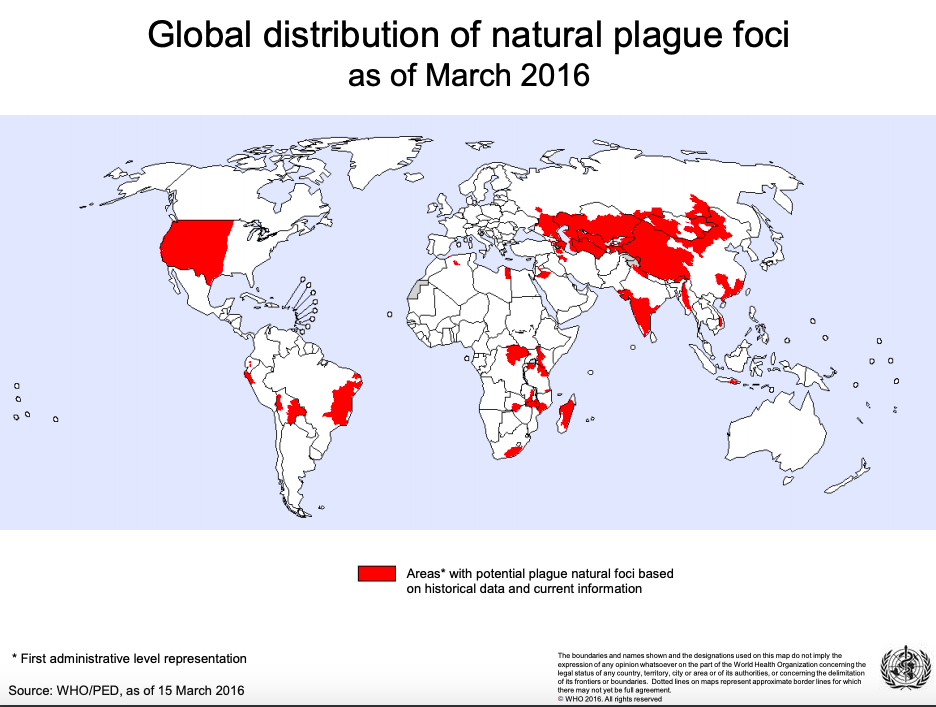
Distribuição geográfica de potenciais focos de peste com base em dados históricos e informações do ano de 2016.

A peste bubónica é a forma mais comum de infeção por peste nos humanos, encontrando-se em todos os continentes, exceto na Oceânia. Desde os anos 90 que grande parte dos casos humanos ocorre em África. Atualmente, a distribuição da peste é generalizada geograficamente, encontrando-se na América do Norte e do Sul, África e Ásia (Figura 1). Estes locais de foco de infeção são sobretudo regiões tropicais ou subtropicais, e ocasionalmente regiões temperadas mais quentes.
Os três países endémicos são a República Democrática do Congo, Madagáscar e Peru. Em Madagáscar quase todos os anos há casos novos de infeção da peste bubónica entre setembro e abril. Em novembro de 2017, o Ministério da Saúde de Madagáscar declarou à OMS (Organização Mundial da Saúde) um crescente número de casos com um total de 2 348 casos confirmados, prováveis e suspeitos de peste, incluindo 202 mortes (taxa de mortalidade de casos: 8,6%), estes valores foram os mais altos de surtos recentes no país. Excecionalmente, a maioria dos casos era da forma pneumónica e não bubónica. De 2010 a 2015, foram comunicados 3248 casos em todo o mundo, incluindo 584 mortes. Nos últimos anos, a diminuição dos casos de peste em humanos reflete os esforços do controlo desta praga.  
Enquanto a população humana e os focos naturais da peste (a bactéria, um hospedeiro e um vetor) coexistirem existirá o risco de peste humana. Segundo a OMS, as medidas preventivas incluem informar as pessoas quando a peste está presente no seu ambiente e aconselhá-las a tomar precauções contra picadas de pulgas e a não manusear carcaças de animais. Estudos epidemiológicos da peste, modernos e históricos, melhoraram a nossa compreensão da transmissão, distribuição e controlo da doença. Em julho de 2020, foi reportado novo caso da peste bubônica em Bayan Nur, na Mongólia Interior, China, havendo a emissão de alerta nível 3, avisando a população no cuidado durante a caça, a ingestão ou transporte de animais potencialmente infectados — como marmotas — e relatarem a presença de roedores mortos ou doentes.

## História
Ao analisar a história da peste surge frequentemente um problema, isto é, nos registos históricos, encontram-se várias descrições de epidemias que são atribuídas à peste, como é o exemplo da Peste dos Filisteus (1320 a.C.). No entanto, as descrições desses surtos não mencionam sintomas específicos da peste bubónica. Assim sendo, várias doenças infeciosas como a varíola, o sarampo, febre tifoide, entre outras, podem ter causado a mortalidade elevada que se registou nesses períodos. A primeira pandemia em que se identifica claramente descrições da forma bubónica da peste surgiu no século VI d.C.  
Em 541 d.C., na cidade portuária egípcia de Pelusium, eclodiu um surto de peste que rapidamente se alastrou por todo o império Bizantino, sendo que nenhuma das terras que rodeavam o Mediterrâneo escaparam ao seu alcance. Em 544 tinha chegado tão longe quanto as ilhas Britânicas. Esta pandemia foi denominada de Praga de Justiniano, pois ocorreu durante o domínio do Imperador Justiniano e pensa-se que matou cerca de 25% da população do Império Bizantino. A peste continuou a afetar estes territórios durante cerca de dois séculos, surgindo entre intervalos que variavam de seis a vinte anos, sendo que não se estabelecia nas regiões durante muito tempo seguido.  
Em 1331 uma guerra civil e a peste eclodiram na China, tendo devastado a região. A doença espalhou-se, seguindo para oeste, pela Rússia e chegou à Crimeia em 1346. Através de vias marítimas e terrestres alcançou territórios que circundavam o Mediterrâneo e posteriormente o resto da Europa. Em 1348 já tinha dominado grande parte de França e da Suíça e rapidamente atingiu a Alemanha, a Polónia e a Inglaterra. A peste era transportada por exércitos e navios, mercadores e viajantes. Os ratos e as pulgas viajavam em carregamentos de grão, pólvora, pêlos, roupas, etc. As rotas de peregrinação, comércio e feiras eram os percursos naturais da doença (O’Neill, 1993). E assim se disseminou a pandemia conhecida por Peste Negra, que se pensa ter matado um terço da população Europeia, entre os anos de 1346 e 1350. A mortalidade foi tão elevada que os corpos eram abandonados nas ruas ou amontoados uns em cima dos outros e queimados, porque não havia capacidade de gerir os números elevados de enterramentos.    
As três formas da peste (bubónica, pneumónica e negra ou septicémica) foram identificadas no decorrer da pandemia do século XIV, com uma proporção estimada de 77% para a forma bubónica. Na época, os tratamentos passavam por intervenção cirúrgica, como reduzir o volume de sangue ou abrir e cauterizar as tumefações ganglionares, purificação do ar através de fogo e incensos, banhos e remédios naturais. Os médicos que visitavam os doentes eram acompanhados por rapazes que carregavam incensos para purificar o ar e mantinham uma esponja embebida em vinagre e especiarias no nariz.  
Nos séculos que se seguiram, a peste continuou a afetar o Velho Mundo, causando altas taxas de mortalidade. Durante o século XVII novas medidas de higiene pública e isolamento dos doentes foram estabelecidas, apesar disso, a mortalidade continuou bastante elevada. Foi apenas no fim do século XIX que se descobriu a forma de transmissão da doença o que permitiu o avanço na prevenção, evitando que a terceira grande pandemia adquirisse proporções semelhantes às que a precederam.  
A terceira pandemia eclodiu na China na segunda metade do século XIX e recebeu atenção mundial quando atingiu Hong Kong e Cantão em 1884. A disseminação da peste durante esta pandemia, foi em grande parte proporcionada pela modernização da navegação, com os navios a vapor como protagonistas, que permitiram a passagem rápida da bactéria, em ratos e pulgas infetadas, nomeadamente o Novo Mundo. Algumas das cidades portuárias fortemente afetadas foram Sydney, Honolulu, São Francisco, Vera Cruz, Lima, Assunção, Buenos Aires, Rio de Janeiro, Alexandria, Cabo Verde, Porto e Glasgow (Echenberg, 2002). Estimando-se que causou cerca de 15 milhões de mortes, a maioria nos territórios da Índia, China e Indonésia, devido à grande densidade populacional.  
Esta terceira pandemia da peste ocupa um lugar importante na história mundial por várias razões, sendo a principal os grandes desenvolvimentos no entendimento da doença, assim como dos seus mecanismos de transmissão. Alexandre J. E. Yersin e Shibamiro Kitasato descobriram a bactéria causadora da peste, a Yersinia pestis, e em 1886, Ogata descobriu que esta se transmitia através da mordidela de pulgas que se encontram nos ratos. Uns anos mais tarde, Simond descobriu que a doença era transmitida dos corpos de ratos mortos para ratos saudáveis através da pulga. Esta pandemia permitiu também um abrir de olhos para as desigualdades socioeconómicas relativamente à saúde pública.  
Em Portugal, o Porto foi a primeira cidade Europeia a ser atingida, em 1899, e a mais afetada, com 320 casos assinalados e 132 mortes (Pontes, 2012), tendo-se registado focos noutros locais, incluindo os Açores, mas de baixa expressão. A presença da peste bubónica no Porto levou a uma cerca sanitária imposta pelo governo nacional e assegurada pelas forças militares. Esta decisão do governo em Lisboa, não foi bem recebida e deu origem a várias contestações por levar à disrupção das atividades económicas, ao desemprego e ao agravamento da pobreza. Com esta epidemia fizeram-se notar as más condições de vida dos moradores da cidade, com casas escuras e pouco ventiladas propícias à disseminação da doença.